# Hnatkiw
Hnatkiw (ukr. Гнатків, pol. hist. Ignatówka) – wieś na Ukrainie, w rejonie tomaszpolskim obwodu winnickiego.